# Splendrillia sarda
Splendrillia sarda là một loài ốc biển, là động vật thân mềm chân bụng sống ở biển thuộc họ Drilliidae.